# Eupsilia
Eupsilia is een geslacht nachtvlinders uit de familie Noctuidae.

## Soorten
- E. boursini Sugi, 1958
- E. cirripalea Franclemont, 1952
- E. confusa Owada & Kobayashi, 1993
- E. contacta Butler, 1878
- E. contracta (Butler, 1878)
- E. cuprea Hreblay & Ronkay, 1998
- E. delicata Ronkay, varga & Behounek, 1991
- E. devia Grote, 1874
- E. fringata Barnes & McDunnough, 1916
- E. hidakaensis Sugi, 1987
- E. knowltoni McDunnough, 1946
- E. kurenzovi Kononenko, 1976
- E. morrisoni Grote, 1874
- E. parashyu Hreblay & Ronkay, 1998
- E. quadrilinea Leech, 1889
- E. quinquelinea Boursin, 1956
- E. quinquilinea Boursin, 1956
- E. shyu Chang, 1991
- E. sidus Guenée, 1852
- E. silla Kononenko & Ahn, 1998
- E. strigifera Butler, 1879
- E. transversa

Wachtervlinder (Hufnagel, 1766)
- E. tripunctata Butler, 1878
- E. tristigmata Grote, 1877
- E. unipuncta Scriba, 1919
- E. vinulenta (Grote, 1864)
- E. virescens Yoshimoto, 1985